# Roman Großmann
Roman Großmann (* 7. Mai 1888 in Karlsruhe; † 2. November 1962 in Überlingen) war ein deutscher Politiker.
Großmann war bis 1933 Mitglied der DDP. Ab 1936 trat er einzelnen Untergruppierungen der NSDAP bei. Er galt jedoch als politisch unzuverlässig, sodass die NSDAP-Kreisleitung 1942 die Verleihung des Kriegsverdienstkreuzes und der Kriegsverdienstmedaille an ihn aus politischen Bedenken ablehnte. Bis 1945 war er als Regierungsvermessungsrat beim Feldbereinigungsamt in Sinsheim tätig.
Am 10. April 1945 wurde Großmann von der amerikanischen Militärregierung zum kommissarischen Landrat des Landkreises Sinsheim ernannt. Er trat der CDU bei. Von Januar bis Juni 1946 gehörte er als Vertreter der Landräte der Vorläufigen Volksvertretung von Württemberg-Baden an. Am 27. Februar 1946 wurde er von der Militärregierung seines Amtes als Landrat enthoben. In einem Spruchkammerverfahren im Oktober 1946 wurde Großmann als Entlasteter eingestuft. Bei der Landratswahl 1948 kandidierte Großmann erneut, unterlag jedoch Ludwig Bernheim.